# Eptatretus taiwanae
Eptatretus taiwanae – gatunek bezszczękowca z rodziny śluzicowatych (Myxinidae). 

## Zasięg występowania
Płn-wsch. oraz płd.-zach. wybrzeża Tajwanu.

## Cechy morfologiczne
Osiąga maks. 33,4 cm długości całkowitej. Zazwyczaj 6 par otworów skrzelowych, położonych nie w jednej linii, blisko siebie. 60–68 gruczołów śluzowych w tym 16–19 przedskrzelowych, 0 skrzelowych, 36-42 tułowiowe i 6-9 ogonowych. 

## Biologia i ekologia
Występuje na głębokości 20–50 m.